# Домашний чемпионат Великобритании 1957/1958
Домашний чемпионат Великобритании 1957/58 (англ. 1957–58 British Home Championship) — шестьдесят третий розыгрыш Домашнего чемпионата, футбольного турнира с участием сборных четырёх стран Великобритании (Англии, Шотландии, Уэльса и Северной Ирландии). Победу в турнире одержали сборные Англии и Северной Ирландии, набравшие равное количество очков.
Розыгрыш этого Домашнего чемпионата был омрачён мюнхенской авиакатастрофой, которая произошла 6 февраля 1958 года. Самолёт с футболистами «Манчестер Юнайтед» на борту разбился в аэропорту «Мюнхен-Рим» при попытке взлёта. Восемь футболистов погибли, в том числе игроки сборной Англии Роджер Берн, Томми Тейлор и Дункан Эдвардс, а игрок сборной Северной Ирландии Джеки Бланчфлауэр получил серьёзные травмы, из-за которых не смог больше играть в футбол. Несколько других футболистов получили травмы разной степени тяжести.
Турнир начался 19 октября 1957 года в Белфасте матчем между сборными Северной Ирландии и Шотландии, который завершился ничьей (1:1). 19 октября Уэльс в Кардиффе был разгромлен Англией (0:4). 6 ноября Англия неожиданно проиграла дома Северной Ирландии (2:3), а неделю спустя Шотландия в Глазго не смогла обыграть Уэльс (1:1). 16 апреля Уэльс дома сыграл вничью с Северной Ирландией (1:1). 3 дня спустя сборная Шотландии в Глазго была разгромлена сборной Англии, в составе которой дебютировал выживший в мюнхенской авиакатастрофе Бобби Чарльтон.
Турнир также стал своеобразной подготовкой к предстоящему чемпионату мира в Швеции, на который в отдельном отборочном турнире квалифицировались все четыре британские сборные. На самом турнире Англия и Шотландия не смогли выйти из групп, а Северная Ирландия и Уэльс дошли до четвертьфиналов.

## Турнирная таблица
| Поз | Команда               | И | В | Н | П | МЗ | МП | РМ | О |
| --- | --------------------- | - | - | - | - | -- | -- | -- | - |
| 1   | Англия (Ч)            | 3 | 2 | 0 | 1 | 10 | 3  | +7 | 4 |
| 1   | Северная Ирландия (Ч) | 3 | 1 | 2 | 0 | 5  | 4  | +1 | 4 |
| 3   | Шотландия             | 3 | 0 | 2 | 1 | 2  | 6  | −4 | 2 |
| 3   | Уэльс                 | 3 | 0 | 2 | 1 | 2  | 6  | −4 | 2 |

## Результаты матчей
| Северная Ирландия | 1:1     | Шотландия  |
| ----------------- | ------- | ---------- |
| Бингем 47′        | (отчёт) | Леггат 56′ |

| Уэльс | 0:4     | Англия                                          |
| ----- | ------- | ----------------------------------------------- |
|       | (отчёт) | - Хопкинс 2′ (авт.) - Хейнс 44′ 67′ - Финни 64′ |

| Англия                     | 2:3     | Северная Ирландия                                  |
| -------------------------- | ------- | -------------------------------------------------- |
| - А’Курт 58′ - Эдвардс 80′ | (отчёт) | - Макилрой 31′ (пен.) - Маккрори 59′ - Симпсон 71′ |

| Шотландия   | 1:1     | Уэльс      |
| ----------- | ------- | ---------- |
| Коллинз 14′ | (отчёт) | Медуин 75′ |

| Уэльс          | 1:1     | Северная Ирландия |
| -------------- | ------- | ----------------- |
| Кит 85′ (авт.) | (отчёт) | Симпсон 64′       |

| Шотландия | 0:4     | Англия                                      |
| --------- | ------- | ------------------------------------------- |
|           | (отчёт) | - Дуглас 12′ - Кеван 23′ 74′ - Чарльтон 30′ |

## Победитель
| Победитель Домашнего чемпионата 1957/58 |
| Англия Тридцать шестой титул            |

| Победитель Домашнего чемпионата 1957/58 |
| Северная Ирландия Четвёртый титул       |

## Бомбардиры
- 2 гола
  -  Дерек Кеван
  -  Джонни Хейнс
  -  Билли Симпсон